# Danh sách xã thuộc tỉnh Nghệ An
Tính đến ngày 1 tháng 12 năm 2024, tỉnh Nghệ An có 412 đơn vị hành chính cấp xã, trong đó có 362 xã.
Dưới đây là danh các xã thuộc tỉnh Nghệ An hiện nay.
| Xã               | Trực thuộc         | Diện tích (km²) | Dân số (người) | Mật độ dân số (người/km²) | Thành lập |
| ---------------- | ------------------ | --------------- | -------------- | ------------------------- | --------- |
| An Hòa           | Huyện Quỳnh Lưu    |                 |                |                           |           |
| Bạch Ngọc        | Huyện Đô Lương     |                 |                |                           |           |
| Bài Sơn          | Huyện Đô Lương     |                 |                |                           |           |
| Bảo Nam          | Huyện Kỳ Sơn       |                 |                |                           |           |
| Bảo Thành        | Huyện Yên Thành    |                 |                |                           |           |
| Bảo Thắng        | Huyện Kỳ Sơn       |                 |                |                           |           |
| Bắc Lý           | Huyện Kỳ Sơn       |                 |                |                           |           |
| Bắc Sơn          | Huyện Đô Lương     |                 |                |                           |           |
| Bắc Sơn          | Huyện Quỳ Hợp      |                 |                |                           |           |
| Bắc Thành        | Huyện Yên Thành    |                 |                |                           |           |
| Bình Chuẩn       | Huyện Con Cuông    |                 |                |                           |           |
| Bình Hợp         | Huyện Tân Kỳ       |                 |                |                           |           |
| Bình Sơn         | Huyện Anh Sơn      |                 |                |                           |           |
| Bình Sơn         | Huyện Quỳnh Lưu    |                 |                |                           |           |
| Bồi Sơn          | Huyện Đô Lương     |                 |                |                           |           |
| Cam Lâm          | Huyện Con Cuông    |                 |                |                           |           |
| Cao Sơn          | Huyện Anh Sơn      |                 |                |                           |           |
| Cát Văn          | Huyện Thanh Chương |                 |                |                           |           |
| Cắm Muộn         | Huyện Quế Phong    |                 |                |                           |           |
| Cẩm Sơn          | Huyện Anh Sơn      |                 |                |                           |           |
| Châu Bình        | Huyện Quỳ Châu     |                 |                |                           |           |
| Châu Bính        | Huyện Quỳ Châu     |                 |                |                           |           |
| Châu Cường       | Huyện Quỳ Hợp      |                 |                |                           |           |
| Châu Đình        | Huyện Quỳ Hợp      |                 |                |                           |           |
| Châu Hạnh        | Huyện Quỳ Châu     |                 |                |                           |           |
| Châu Hoàn        | Huyện Quỳ Châu     |                 |                |                           |           |
| Châu Hội         | Huyện Quỳ Châu     |                 |                |                           |           |
| Châu Hồng        | Huyện Quỳ Hợp      |                 |                |                           |           |
| Châu Khê         | Huyện Con Cuông    |                 |                |                           |           |
| Châu Kim         | Huyện Quế Phong    |                 |                |                           |           |
| Châu Lộc         | Huyện Quỳ Hợp      |                 |                |                           |           |
| Châu Lý          | Huyện Quỳ Hợp      |                 |                |                           |           |
| Châu Nga         | Huyện Quỳ Châu     |                 |                |                           |           |
| Châu Nhân        | Huyện Hưng Nguyên  |                 |                |                           |           |
| Châu Phong       | Huyện Quỳ Châu     |                 |                |                           |           |
| Châu Quang       | Huyện Quỳ Hợp      |                 |                |                           |           |
| Châu Thái        | Huyện Quỳ Hợp      |                 |                |                           |           |
| Châu Thành       | Huyện Quỳ Hợp      |                 |                |                           |           |
| Châu Thắng       | Huyện Quỳ Châu     |                 |                |                           |           |
| Châu Thôn        | Huyện Quế Phong    |                 |                |                           |           |
| Châu Thuận       | Huyện Quỳ Châu     |                 |                |                           |           |
| Châu Tiến        | Huyện Quỳ Châu     |                 |                |                           |           |
| Châu Tiến        | Huyện Quỳ Hợp      |                 |                |                           |           |
| Chi Khê          | Huyện Con Cuông    |                 |                |                           |           |
| Chiêu Lưu        | Huyện Kỳ Sơn       |                 |                |                           |           |
| Diễn An          | Huyện Diễn Châu    |                 |                |                           |           |
| Diễn Cát         | Huyện Diễn Châu    |                 |                |                           |           |
| Diễn Đoài        | Huyện Diễn Châu    |                 |                |                           |           |
| Diễn Đồng        | Huyện Diễn Châu    |                 |                |                           |           |
| Diên Hoa         | Huyện Nghi Lộc     |                 |                |                           |           |
| Diễn Hoa         | Huyện Diễn Châu    |                 |                |                           |           |
| Diễn Hoàng       | Huyện Diễn Châu    |                 |                |                           |           |
| Diễn Hồng        | Huyện Diễn Châu    |                 |                |                           |           |
| Diễn Kim         | Huyện Diễn Châu    |                 |                |                           |           |
| Diễn Kỷ          | Huyện Diễn Châu    |                 |                |                           |           |
| Diên Lãm         | Huyện Quỳ Châu     |                 |                |                           |           |
| Diễn Lâm         | Huyện Diễn Châu    |                 |                |                           |           |
| Diễn Liên        | Huyện Diễn Châu    |                 |                |                           |           |
| Diễn Lộc         | Huyện Diễn Châu    |                 |                |                           |           |
| Diễn Lợi         | Huyện Diễn Châu    |                 |                |                           |           |
| Diễn Mỹ          | Huyện Diễn Châu    |                 |                |                           |           |
| Diễn Nguyên      | Huyện Diễn Châu    |                 |                |                           |           |
| Diễn Phong       | Huyện Diễn Châu    |                 |                |                           |           |
| Diễn Phú         | Huyện Diễn Châu    |                 |                |                           |           |
| Diễn Phúc        | Huyện Diễn Châu    |                 |                |                           |           |
| Diễn Tân         | Huyện Diễn Châu    |                 |                |                           |           |
| Diễn Thái        | Huyện Diễn Châu    |                 |                |                           |           |
| Diễn Thịnh       | Huyện Diễn Châu    |                 |                |                           |           |
| Diễn Thọ         | Huyện Diễn Châu    |                 |                |                           |           |
| Diễn Trung       | Huyện Diễn Châu    |                 |                |                           |           |
| Diễn Trường      | Huyện Diễn Châu    |                 |                |                           |           |
| Diễn Vạn         | Huyện Diễn Châu    |                 |                |                           |           |
| Diễn Yên         | Huyện Diễn Châu    |                 |                |                           |           |
| Đà Sơn           | Huyện Đô Lương     |                 |                |                           |           |
| Đại Đồng         | Huyện Thanh Chương |                 |                |                           |           |
| Đại Sơn          | Huyện Đô Lương     |                 |                |                           |           |
| Đặng Sơn         | Huyện Đô Lương     |                 |                |                           |           |
| Đoọc Mạy         | Huyện Kỳ Sơn       |                 |                |                           |           |
| Đô Thành         | Huyện Yên Thành    |                 |                |                           |           |
| Đôn Phục         | Huyện Con Cuông    |                 |                |                           |           |
| Đông Hiếu        | Thị xã Thái Hòa    | 20,5            |                |                           |           |
| Đồng Hợp         | Huyện Quỳ Hợp      |                 |                |                           |           |
| Đông Sơn         | Huyện Đô Lương     |                 |                |                           |           |
| Đông Thành       | Huyện Yên Thành    |                 |                |                           |           |
| Đồng Thành       | Huyện Yên Thành    |                 |                |                           |           |
| Đồng Văn         | Huyện Quế Phong    |                 |                |                           |           |
| Đồng Văn         | Huyện Tân Kỳ       |                 |                |                           |           |
| Đồng Văn         | Huyện Thanh Chương |                 |                |                           |           |
| Đức Sơn          | Huyện Anh Sơn      |                 |                |                           |           |
| Đức Thành        | Huyện Yên Thành    |                 |                |                           |           |
| Giai Xuân        | Huyện Tân Kỳ       |                 |                |                           |           |
| Giang Sơn Đông   | Huyện Đô Lương     |                 |                |                           |           |
| Giang Sơn Tây    | Huyện Đô Lương     |                 |                |                           |           |
| Hạ Sơn           | Huyện Quỳ Hợp      |                 |                |                           |           |
| Hạnh Dịch        | Huyện Quế Phong    |                 |                |                           |           |
| Hạnh Lâm         | Huyện Thanh Chương |                 |                |                           |           |
| Hạnh Quảng       | Huyện Diễn Châu    |                 |                |                           |           |
| Hậu Thành        | Huyện Yên Thành    |                 |                |                           |           |
| Hiến Sơn         | Huyện Đô Lương     |                 |                |                           |           |
| Hoa Sơn          | Huyện Anh Sơn      |                 |                |                           |           |
| Hòa Sơn          | Huyện Đô Lương     |                 |                |                           |           |
| Hoàn Long        | Huyện Tân Kỳ       |                 |                |                           |           |
| Hội Sơn          | Huyện Anh Sơn      |                 |                |                           |           |
| Hồng Sơn         | Huyện Đô Lương     |                 |                |                           |           |
| Hùng Hải         | Huyện Diễn Châu    |                 |                |                           |           |
| Hùng Sơn         | Huyện Anh Sơn      |                 |                |                           |           |
| Hùng Tiến        | Huyện Nam Đàn      |                 |                |                           |           |
| Huồi Tụ          | Huyện Kỳ Sơn       |                 |                |                           |           |
| Hưng Chính       | Thành phố Vinh     | 4,53            |                |                           |           |
| Hưng Đạo         | Huyện Hưng Nguyên  |                 |                |                           |           |
| Hưng Hòa         | Thành phố Vinh     | 14,53           |                |                           |           |
| Hưng Lĩnh        | Huyện Hưng Nguyên  |                 |                |                           |           |
| Hưng Nghĩa       | Huyện Hưng Nguyên  |                 |                |                           |           |
| Hưng Tây         | Huyện Hưng Nguyên  |                 |                |                           |           |
| Hưng Thành       | Huyện Hưng Nguyên  |                 |                |                           |           |
| Hưng Trung       | Huyện Hưng Nguyên  |                 |                |                           |           |
| Hưng Yên Bắc     | Huyện Hưng Nguyên  |                 |                |                           |           |
| Hưng Yên Nam     | Huyện Hưng Nguyên  |                 |                |                           |           |
| Hương Sơn        | Huyện Tân Kỳ       |                 |                |                           |           |
| Hữu Khuông       | Huyện Tương Dương  |                 |                |                           |           |
| Hữu Kiệm         | Huyện Kỳ Sơn       |                 |                |                           |           |
| Hữu Lập          | Huyện Kỳ Sơn       |                 |                |                           |           |
| Keng Đu          | Huyện Kỳ Sơn       |                 |                |                           |           |
| Khai Sơn         | Huyện Anh Sơn      |                 |                |                           |           |
| Khánh Hợp        | Huyện Nghi Lộc     |                 |                |                           |           |
| Khánh Sơn        | Huyện Nam Đàn      |                 |                |                           |           |
| Kim Bảng         | Huyện Thanh Chương |                 |                |                           |           |
| Kim Liên         | Huyện Nam Đàn      |                 |                |                           |           |
| Kim Thành        | Huyện Yên Thành    |                 |                |                           |           |
| Kỳ Sơn           | Huyện Tân Kỳ       |                 |                |                           |           |
| Kỳ Tân           | Huyện Tân Kỳ       |                 |                |                           |           |
| Lạc Sơn          | Huyện Đô Lương     |                 |                |                           |           |
| Lạng Khê         | Huyện Con Cuông    |                 |                |                           |           |
| Lạng Sơn         | Huyện Anh Sơn      |                 |                |                           |           |
| Lăng Thành       | Huyện Yên Thành    |                 |                |                           |           |
| Liên Hợp         | Huyện Quỳ Hợp      |                 |                |                           |           |
| Liên Thành       | Huyện Yên Thành    |                 |                |                           |           |
| Lĩnh Sơn         | Huyện Anh Sơn      |                 |                |                           |           |
| Long Sơn         | Huyện Anh Sơn      |                 |                |                           |           |
| Long Thành       | Huyện Yên Thành    |                 |                |                           |           |
| Long Xá          | Huyện Hưng Nguyên  |                 |                |                           |           |
| Lục Dạ           | Huyện Con Cuông    |                 |                |                           |           |
| Lượng Minh       | Huyện Tương Dương  |                 |                |                           |           |
| Lưu Kiền         | Huyện Tương Dương  |                 |                |                           |           |
| Lưu Sơn          | Huyện Đô Lương     |                 |                |                           |           |
| Mã Thành         | Huyện Yên Thành    |                 |                |                           |           |
| Mai Giang        | Huyện Thanh Chương |                 |                |                           |           |
| Mai Sơn          | Huyện Tương Dương  |                 |                |                           |           |
| Mậu Đức          | Huyện Con Cuông    |                 |                |                           |           |
| Minh Châu        | Huyện Diễn Châu    |                 |                |                           |           |
| Minh Hợp         | Huyện Quỳ Hợp      |                 |                |                           |           |
| Minh Lương       | Huyện Quỳnh Lưu    |                 |                |                           |           |
| Minh Sơn         | Huyện Đô Lương     |                 |                |                           |           |
| Minh Sơn         | Huyện Thanh Chương |                 |                |                           |           |
| Minh Thành       | Huyện Yên Thành    |                 |                |                           |           |
| Minh Tiến        | Huyện Thanh Chương |                 |                |                           |           |
| Môn Sơn          | Huyện Con Cuông    |                 |                |                           |           |
| Mường Ải         | Huyện Kỳ Sơn       |                 |                |                           |           |
| Mường Lống       | Huyện Kỳ Sơn       |                 |                |                           |           |
| Mường Nọc        | Huyện Quế Phong    |                 |                |                           |           |
| Mường Típ        | Huyện Kỳ Sơn       |                 |                |                           |           |
| Mỹ Lý            | Huyện Kỳ Sơn       |                 |                |                           |           |
| Mỹ Sơn           | Huyện Đô Lương     |                 |                |                           |           |
| Mỹ Thành         | Huyện Yên Thành    |                 |                |                           |           |
| Na Loi           | Huyện Kỳ Sơn       |                 |                |                           |           |
| Na Ngoi          | Huyện Kỳ Sơn       |                 |                |                           |           |
| Nam Anh          | Huyện Nam Đàn      |                 |                |                           |           |
| Nam Cát          | Huyện Nam Đàn      |                 |                |                           |           |
| Nam Giang        | Huyện Nam Đàn      |                 |                |                           |           |
| Nam Hưng         | Huyện Nam Đàn      |                 |                |                           |           |
| Nam Kim          | Huyện Nam Đàn      |                 |                |                           |           |
| Nam Lĩnh         | Huyện Nam Đàn      |                 |                |                           |           |
| Nam Sơn          | Huyện Đô Lương     |                 |                |                           |           |
| Nam Sơn          | Huyện Quỳ Hợp      |                 |                |                           |           |
| Nam Thanh        | Huyện Nam Đàn      |                 |                |                           |           |
| Nam Thành        | Huyện Yên Thành    |                 |                |                           |           |
| Nam Xuân         | Huyện Nam Đàn      |                 |                |                           |           |
| Nậm Càn          | Huyện Kỳ Sơn       |                 |                |                           |           |
| Nậm Cắn          | Huyện Kỳ Sơn       |                 |                |                           |           |
| Nậm Giải         | Huyện Quế Phong    |                 |                |                           |           |
| Nậm Nhoóng       | Huyện Quế Phong    |                 |                |                           |           |
| Nga My           | Huyện Tương Dương  |                 |                |                           |           |
| Nghi Ân          | Thành phố Vinh     | 8,66            |                |                           |           |
| Nghi Công Bắc    | Huyện Nghi Lộc     |                 |                |                           |           |
| Nghi Công Nam    | Huyện Nghi Lộc     |                 |                |                           |           |
| Nghi Đồng        | Huyện Nghi Lộc     |                 |                |                           |           |
| Nghi Hưng        | Huyện Nghi Lộc     |                 |                |                           |           |
| Nghi Kiều        | Huyện Nghi Lộc     |                 |                |                           |           |
| Nghi Kim         | Thành phố Vinh     | 7,36            |                |                           |           |
| Nghi Lâm         | Huyện Nghi Lộc     |                 |                |                           |           |
| Nghi Liên        | Thành phố Vinh     | 3,35            |                |                           |           |
| Nghi Long        | Huyện Nghi Lộc     |                 |                |                           |           |
| Nghi Mỹ          | Huyện Nghi Lộc     |                 |                |                           |           |
| Nghi Phong       | Thành phố Vinh     |                 |                |                           |           |
| Nghi Phương      | Huyện Nghi Lộc     |                 |                |                           |           |
| Nghi Quang       | Huyện Nghi Lộc     |                 |                |                           |           |
| Nghi Thạch       | Huyện Nghi Lộc     |                 |                |                           |           |
| Nghi Thái        | Thành phố Vinh     |                 |                |                           |           |
| Nghi Thiết       | Huyện Nghi Lộc     |                 |                |                           |           |
| Nghi Thuận       | Huyện Nghi Lộc     |                 |                |                           |           |
| Nghi Tiến        | Huyện Nghi Lộc     |                 |                |                           |           |
| Nghi Trung       | Huyện Nghi Lộc     |                 |                |                           |           |
| Nghi Vạn         | Huyện Nghi Lộc     |                 |                |                           |           |
| Nghi Văn         | Huyện Nghi Lộc     |                 |                |                           |           |
| Nghi Xá          | Huyện Nghi Lộc     |                 |                |                           |           |
| Nghi Xuân        | Thành phố Vinh     |                 |                |                           |           |
| Nghi Yên         | Huyện Nghi Lộc     |                 |                |                           |           |
| Nghĩa An         | Huyện Nghĩa Đàn    |                 |                |                           |           |
| Nghĩa Bình       | Huyện Nghĩa Đàn    |                 |                |                           |           |
| Nghĩa Dũng       | Huyện Tân Kỳ       |                 |                |                           |           |
| Nghĩa Đồng       | Huyện Tân Kỳ       |                 |                |                           |           |
| Nghĩa Đức        | Huyện Nghĩa Đàn    |                 |                |                           |           |
| Nghĩa Hành       | Huyện Tân Kỳ       |                 |                |                           |           |
| Nghĩa Hội        | Huyện Nghĩa Đàn    |                 |                |                           |           |
| Nghĩa Hồng       | Huyện Nghĩa Đàn    |                 |                |                           |           |
| Nghĩa Hưng       | Huyện Nghĩa Đàn    |                 |                |                           |           |
| Nghĩa Khánh      | Huyện Nghĩa Đàn    |                 |                |                           |           |
| Nghĩa Lạc        | Huyện Nghĩa Đàn    |                 |                |                           |           |
| Nghĩa Lâm        | Huyện Nghĩa Đàn    |                 |                |                           |           |
| Nghĩa Long       | Huyện Nghĩa Đàn    |                 |                |                           |           |
| Nghĩa Lộc        | Huyện Nghĩa Đàn    |                 |                |                           |           |
| Nghĩa Lợi        | Huyện Nghĩa Đàn    |                 |                |                           |           |
| Nghĩa Mai        | Huyện Nghĩa Đàn    |                 |                |                           |           |
| Nghĩa Minh       | Huyện Nghĩa Đàn    |                 |                |                           |           |
| Nghĩa Mỹ         | Thị xã Thái Hòa    | 11,92           |                |                           |           |
| Nghĩa Phúc       | Huyện Tân Kỳ       |                 |                |                           |           |
| Nghĩa Sơn        | Huyện Nghĩa Đàn    |                 |                |                           |           |
| Nghĩa Thái       | Huyện Nam Đàn      |                 |                |                           |           |
| Nghĩa Thái       | Huyện Tân Kỳ       |                 |                |                           |           |
| Nghĩa Thành      | Huyện Nghĩa Đàn    |                 |                |                           |           |
| Nghĩa Thọ        | Huyện Nghĩa Đàn    |                 |                |                           |           |
| Nghĩa Thuận      | Thị xã Thái Hòa    | 30,76           |                |                           |           |
| Nghĩa Tiến       | Thị xã Thái Hòa    | 12,34           |                |                           |           |
| Nghĩa Trung      | Huyện Nghĩa Đàn    |                 |                |                           |           |
| Nghĩa Xuân       | Huyện Quỳ Hợp      |                 |                |                           |           |
| Nghĩa Yên        | Huyện Nghĩa Đàn    |                 |                |                           |           |
| Ngọc Bích        | Huyện Diễn Châu    |                 |                |                           |           |
| Ngọc Lâm         | Huyện Thanh Chương |                 |                |                           |           |
| Ngọc Sơn         | Huyện Quỳnh Lưu    |                 |                |                           |           |
| Ngọc Sơn         | Huyện Thanh Chương |                 |                |                           |           |
| Nhân Sơn         | Huyện Đô Lương     |                 |                |                           |           |
| Nhôn Mai         | Huyện Tương Dương  |                 |                |                           |           |
| Phà Đánh         | Huyện Kỳ Sơn       |                 |                |                           |           |
| Phong Thịnh      | Huyện Thanh Chương |                 |                |                           |           |
| Phú Nghĩa        | Huyện Quỳnh Lưu    |                 |                |                           |           |
| Phú Sơn          | Huyện Tân Kỳ       |                 |                |                           |           |
| Phú Thành        | Huyện Yên Thành    |                 |                |                           |           |
| Phúc Lợi         | Huyện Hưng Nguyên  |                 |                |                           |           |
| Phúc Sơn         | Huyện Anh Sơn      |                 |                |                           |           |
| Phúc Thành       | Huyện Yên Thành    |                 |                |                           |           |
| Phúc Thọ         | Thành phố Vinh     |                 |                |                           |           |
| Quang Phong      | Huyện Quế Phong    |                 |                |                           |           |
| Quang Sơn        | Huyện Đô Lương     |                 |                |                           |           |
| Quang Thành      | Huyện Yên Thành    |                 |                |                           |           |
| Quỳnh Bảng       | Huyện Quỳnh Lưu    |                 |                |                           |           |
| Quỳnh Châu       | Huyện Quỳnh Lưu    |                 |                |                           |           |
| Quỳnh Diễn       | Huyện Quỳnh Lưu    |                 |                |                           |           |
| Quỳnh Đôi        | Huyện Quỳnh Lưu    |                 |                |                           |           |
| Quỳnh Giang      | Huyện Quỳnh Lưu    |                 |                |                           |           |
| Quỳnh Hậu        | Huyện Quỳnh Lưu    |                 |                |                           |           |
| Quỳnh Lâm        | Huyện Quỳnh Lưu    |                 |                |                           |           |
| Quỳnh Lập        | Thị xã Hoàng Mai   | 22,08           |                |                           |           |
| Quỳnh Liên       | Thị xã Hoàng Mai   | 7,07            |                |                           |           |
| Quỳnh Lộc        | Thị xã Hoàng Mai   | 23,84           |                |                           |           |
| Quỳnh Sơn        | Huyện Quỳnh Lưu    |                 |                |                           |           |
| Quỳnh Tam        | Huyện Quỳnh Lưu    |                 |                |                           |           |
| Quỳnh Tân        | Huyện Quỳnh Lưu    |                 |                |                           |           |
| Quỳnh Thạch      | Huyện Quỳnh Lưu    |                 |                |                           |           |
| Quỳnh Thanh      | Huyện Quỳnh Lưu    |                 |                |                           |           |
| Quỳnh Thắng      | Huyện Quỳnh Lưu    |                 |                |                           |           |
| Quỳnh Trang      | Thị xã Hoàng Mai   | 24,89           |                |                           |           |
| Quỳnh Văn        | Huyện Quỳnh Lưu    |                 |                |                           |           |
| Quỳnh Vinh       | Thị xã Hoàng Mai   | 42,47           |                |                           |           |
| Quỳnh Yên        | Huyện Quỳnh Lưu    |                 |                |                           |           |
| Sơn Thành        | Huyện Yên Thành    |                 |                |                           |           |
| Tà Cạ            | Huyện Kỳ Sơn       |                 |                |                           |           |
| Tam Đỉnh         | Huyện Anh Sơn      |                 |                |                           |           |
| Tam Đình         | Huyện Tương Dương  |                 |                |                           |           |
| Tam Hợp          | Huyện Quỳ Hợp      |                 |                |                           |           |
| Tam Hợp          | Huyện Tương Dương  |                 |                |                           |           |
| Tam Quang        | Huyện Tương Dương  |                 |                |                           |           |
| Tam Thái         | Huyện Tương Dương  |                 |                |                           |           |
| Tào Sơn          | Huyện Anh Sơn      |                 |                |                           |           |
| Tăng Thành       | Huyện Yên Thành    |                 |                |                           |           |
| Tân An           | Huyện Tân Kỳ       |                 |                |                           |           |
| Tân Hợp          | Huyện Tân Kỳ       |                 |                |                           |           |
| Tân Hương        | Huyện Tân Kỳ       |                 |                |                           |           |
| Tân Phú          | Huyện Tân Kỳ       |                 |                |                           |           |
| Tân Sơn          | Huyện Đô Lương     |                 |                |                           |           |
| Tân Sơn          | Huyện Quỳnh Lưu    |                 |                |                           |           |
| Tân Thành        | Huyện Yên Thành    |                 |                |                           |           |
| Tân Thắng        | Huyện Quỳnh Lưu    |                 |                |                           |           |
| Tân Xuân         | Huyện Tân Kỳ       |                 |                |                           |           |
| Tây Hiếu         | Thị xã Thái Hòa    | 24,13           |                |                           |           |
| Tây Sơn          | Huyện Kỳ Sơn       |                 |                |                           |           |
| Tây Thành        | Huyện Yên Thành    |                 |                |                           |           |
| Thạch Ngàn       | Huyện Con Cuông    |                 |                |                           |           |
| Thái Sơn         | Huyện Đô Lương     |                 |                |                           |           |
| Thanh An         | Huyện Thanh Chương |                 |                |                           |           |
| Thanh Đức        | Huyện Thanh Chương |                 |                |                           |           |
| Thanh Hà         | Huyện Thanh Chương |                 |                |                           |           |
| Thanh Hương      | Huyện Thanh Chương |                 |                |                           |           |
| Thanh Lâm        | Huyện Thanh Chương |                 |                |                           |           |
| Thanh Liên       | Huyện Thanh Chương |                 |                |                           |           |
| Thanh Mỹ         | Huyện Thanh Chương |                 |                |                           |           |
| Thanh Ngọc       | Huyện Thanh Chương |                 |                |                           |           |
| Thanh Phong      | Huyện Thanh Chương |                 |                |                           |           |
| Thanh Quả        | Huyện Thanh Chương |                 |                |                           |           |
| Thanh Sơn        | Huyện Thanh Chương |                 |                |                           |           |
| Thành Sơn        | Huyện Anh Sơn      |                 |                |                           |           |
| Thanh Thịnh      | Huyện Thanh Chương |                 |                |                           |           |
| Thanh Thủy       | Huyện Thanh Chương |                 |                |                           |           |
| Thanh Tiên       | Huyện Thanh Chương |                 |                |                           |           |
| Thanh Tùng       | Huyện Thanh Chương |                 |                |                           |           |
| Thanh Xuân       | Huyện Thanh Chương |                 |                |                           |           |
| Thịnh Mỹ         | Huyện Hưng Nguyên  |                 |                |                           |           |
| Thịnh Sơn        | Huyện Đô Lương     |                 |                |                           |           |
| Thịnh Thành      | Huyện Yên Thành    |                 |                |                           |           |
| Thịnh Trường     | Huyện Nghi Lộc     |                 |                |                           |           |
| Thọ Hợp          | Huyện Quỳ Hợp      |                 |                |                           |           |
| Thọ Sơn          | Huyện Anh Sơn      |                 |                |                           |           |
| Thọ Thành        | Huyện Yên Thành    |                 |                |                           |           |
| Thông Tân        | Huyện Hưng Nguyên  |                 |                |                           |           |
| Thông Thụ        | Huyện Quế Phong    |                 |                |                           |           |
| Thuận Long       | Huyện Quỳnh Lưu    |                 |                |                           |           |
| Thuận Sơn        | Huyện Đô Lương     |                 |                |                           |           |
| Thượng Sơn       | Huyện Đô Lương     |                 |                |                           |           |
| Thượng Tân Lộc   | Huyện Nam Đàn      |                 |                |                           |           |
| Tiên Kỳ          | Huyện Tân Kỳ       |                 |                |                           |           |
| Tiền Phong       | Huyện Quế Phong    |                 |                |                           |           |
| Tiến Thành       | Huyện Yên Thành    |                 |                |                           |           |
| Tràng Sơn        | Huyện Đô Lương     |                 |                |                           |           |
| Tri Lễ           | Huyện Quế Phong    |                 |                |                           |           |
| Trù Sơn          | Huyện Đô Lương     |                 |                |                           |           |
| Trung Phúc Cường | Huyện Nam Đàn      |                 |                |                           |           |
| Trung Sơn        | Huyện Đô Lương     |                 |                |                           |           |
| Trung Thành      | Huyện Yên Thành    |                 |                |                           |           |
| Tường Sơn        | Huyện Anh Sơn      |                 |                |                           |           |
| Văn Hải          | Huyện Quỳnh Lưu    |                 |                |                           |           |
| Văn Lợi          | Huyện Quỳ Hợp      |                 |                |                           |           |
| Văn Sơn          | Huyện Đô Lương     |                 |                |                           |           |
| Văn Thành        | Huyện Yên Thành    |                 |                |                           |           |
| Vân Tụ           | Huyện Yên Thành    |                 |                |                           |           |
| Viên Thành       | Huyện Yên Thành    |                 |                |                           |           |
| Vĩnh Sơn         | Huyện Anh Sơn      |                 |                |                           |           |
| Vĩnh Thành       | Huyện Yên Thành    |                 |                |                           |           |
| Xá Lượng         | Huyện Tương Dương  |                 |                |                           |           |
| Xiêng My         | Huyện Tương Dương  |                 |                |                           |           |
| Xuân Dương       | Huyện Thanh Chương |                 |                |                           |           |
| Xuân Hòa         | Huyện Nam Đàn      |                 |                |                           |           |
| Xuân Hồng        | Huyện Nam Đàn      |                 |                |                           |           |
| Xuân Lam         | Huyện Hưng Nguyên  |                 |                |                           |           |
| Xuân Sơn         | Huyện Đô Lương     |                 |                |                           |           |
| Xuân Thành       | Huyện Yên Thành    |                 |                |                           |           |
| Xuân Tháp        | Huyện Diễn Châu    |                 |                |                           |           |
| Yên Hòa          | Huyện Tương Dương  |                 |                |                           |           |
| Yên Hợp          | Huyện Quỳ Hợp      |                 |                |                           |           |
| Yên Khê          | Huyện Con Cuông    |                 |                |                           |           |
| Yên Na           | Huyện Tương Dương  |                 |                |                           |           |
| Yên Sơn          | Huyện Đô Lương     |                 |                |                           |           |
| Yên Thắng        | Huyện Tương Dương  |                 |                |                           |           |
| Yên Tĩnh         | Huyện Tương Dương  |                 |                |                           |           |